# C-3PO
C-3PO (bijgenaamd "3PO" oftewel Threepio) is een personage uit de Star Wars-saga. Hij is een mensachtige protocoldroid. 
C-3PO komt in alle negen films uit de Star Wars-reeks voor, samen met zijn maatje R2-D2. Hij wordt in al deze films gespeeld door acteur Anthony Daniels. Ook verschijnt C-3PO in Rogue One, Obi-Wan Kenobi, Ahsoka, de Star Wars: The Clone Wars film, de Star Wars: The Clone Wars televisieserie en Star Wars Rebels.

## Personage
C-3PO is een goudkleurige humanoïde protocoldroid met als taak het communiceren tussen verschillende wezens te verzorgen. Hiervoor spreekt hij meer dan zes miljoen verschillende talen, iets waar hij erg trots op is. Hij is een van de weinige personages die in alle negen Star Wars-films voorkomt. Vrijwel altijd is hij in gezelschap van de droid R2-D2.
C-3PO is qua persoonlijkheid een doetje dat eigenlijk niets moet hebben van de avonturen waar hij in verzeild raakt. Hij ziet vrijwel altijd alleen de negatieve kanten van dingen. Dit in tegenstelling tot R2-D2, die hem uiteindelijk altijd weet te overtuigen dingen te doen die hij eigenlijk niet wil, waardoor de twee in veel problemen verzeild raken. Dit zorgt ervoor dat C-3PO in praktisch elke film problemen ondervindt. Gek genoeg is hij tijdens een van de meest duistere tijden (in Episode III) op zijn plaats. 3PO is dan op de geciviliseerde stadsplaneet Coruscant, waar hij eigenlijk thuishoort en niet in de problemen komt.

## Biografie

### Episode I: The Phantom Menace
C-3PO is gebouwd door Anakin Skywalker toen die nog maar een negenjarige jongen was en met zijn moeder Shmi Skywalker op Tatooine woonde. Hiervoor gebruikte Anakin onderdelen van oudere robots die hij op Tatooine vond. In The Phantom Menace is te zien dat C-3PO bijna klaar is. Alleen heeft hij in deze film nog geen volledige beplating waardoor zijn draden en schakelsystemen zichtbaar zijn. Zijn rol in deze film is nog maar klein, daar hij op Tatooine blijft wanneer Anakin met Obi-Wan Kenobi en Qui-Gon Jinn meegaat voor zijn opleiding tot Jedi.

### Episode II: Attack of the Clones
In Attack of the Clones is C-3PO al wat completer nadat tien jaar zijn verstreken. Hij heeft nu een grijskleurige buitenkant. Als Anakin, nu een Jedi-Padawan onder training van Obi-Wan, terugkeert naar Tatooine om zijn moeder te redden van een groep zandmensen, neemt hij C-3PO mee. C-3PO raakt tegen wil en dank betrokken bij de Slag om Geonosis. Hij is ook getuige van het geheime huwelijk tussen Anakin en Padmé, en het uitbreken van de Kloonoorlogen.

### Star Wars: The Clone Wars
In de animatiefilm Star Wars: The Clone Wars en de daaropvolgende tekenfilmserie heeft 3PO ook een aantal avonturen te beleven. Het is de tijd van de Kloonoorlogen: een strijd tussen de Separatisten (met een leger van droids) van Graaf Dooku en het leger van Republikeinse Clone Troopers onder leiding van de Jedigeneraals. Aan het hoofd van de Galactische Republiek staat Kanselier Palpatine.

### Episode III: Revenge of the Sith
In Revenge of the Sith blijkt dat C-3PO diende als protocoldroid voor senator Amidala tijdens de kloonoorlogen op de planeet Coruscant. C-3PO was er uiteindelijk getuige van hoe zijn schepper, Anakin, overliep naar de Duistere Kant en Darth Vader werd. Na de geboorte van Luke en Leia werd besloten deze informatie uit het geheugen van C-3PO te wissen. R2-D2 bleef hiervan gespaard. Ze werden eigendom van senator Bail Organa van de planeet Alderaan. De Galactische Republiek wordt gereorganiseerd in het Galactische Keizerrijk van Palpatine, die de Sith Meester Darth Sidious blijkt te zijn.
In de animatieserie Star Wars: Droids is te zien dat in de jaren erop C-3PO en R2-D2 het heelal doorkruisen en verschillende meesters dienen.

### Episode IV: A New Hope
Het is negentien jaar later en het Galactische Keizerrijk is nog steeds aan de macht. In A New Hope moet C-3PO samen met R2-D2 een bericht naar Ben Kenobi brengen die op Tatooine woont. Hij herkent deze planeet en de naam Skywalker niet omdat zijn geheugen gewist is. De droids hebben de plannen van de Death Star gekregen van Prinses Leia Organa, de pleegdochter van Bail. Hij ontmoet ook Luke Skywalker, die C-3PO’s nieuwe meester wordt. In de rest van de film raakt C-3PO tegen wil en dank betrokken bij de slag om de Death Star (de Slag om Yavin) en ontmoet daarvoor smokkelaar Han Solo en zijn co-piloot Chewbacca.

### Episode V: The Empire Strikes Back
In Episode V voorziet 3PO de Rebellen van zijn advies op de ijsplaneet Hoth in een Rebellenbasis. De protocoldroid vlucht samen met Han Solo, Chewbacca en Prinses Leia met de Millennium Falcon wanneer de Rebellen worden verslagen door de troepen van Darth Vader. Het Galactische Keizerrijk achtervolgt de Falcon en op de planeet Bespin worden ze door Vader en zijn Stormtroopers ingerekend. Maar de baron van Cloud City (Lando Calrissian) die hen eerst heeft verraden, helpt hen later met het ontsnappen van de planeet.

### Episode VI: Return of the Jedi
In Return of the Jedi vallen hij en R2-D2 in handen van de crimineel Jabba de Hutt omdat Luke Skywalker ze als deel van een list om Han Solo vrij te krijgen cadeau geeft aan de Hutt. Deze maakt ook gebruik van C-3PO's protocolcapaciteiten, en zo wordt C-3PO de persoonlijke vertaler (protocoldroid) van Jabba de Hutt, die echter niet altijd even blij is met zijn (correcte) vertalingen.
Na de reddingsactie worden ze weer meegenomen door de Rebellen en gaan ze mee naar de maan Endor. Hier wordt C-3PO door de Ewoks als een god aanbeden, waarmee hij ze zover krijgt dat ze de rebellen helpen het schild van de Death Star uit te schakelen. Tijdens de gevechten lokt hij wat Stormtroopers naar zich toe die vervolgens in een hinderlaag lopen, waarna de Ewoks hun aanval inzetten. Hierdoor lukt het de Rebellen alsnog het schild uit te schakelen, wat het einde van de Death Star inluidt.
Na de val van het Keizerrijk bleef C-3PO bij de Solofamilie, en vergezelde hen op nog vele missies. De oorlog met de Yuuzhan Vong maakte hem een stuk assertiever.

### Episode VII The Force Awakens
Anthony Daniels hernam de rol van C-3PO in The Force Awakens, de eerste aflevering van de vervolgtrilogie, die werd uitgebracht op 18 december 2015. In de film is hij eerst te zien met een rode linkerarm, aan het einde van de film krijgt C-3PO een gouden arm. Ook is hij geüpgraded naar zeven miljoen vormen van communicatie. In de film is hij samen met Leia en een team van het verzet. Later wordt hij herenigd met Han en Chewbacca en ontmoet de stormtrooper Finn (John Boyega), de droid BB-8, de afvalzoeker Rey (Daisy Ridley) op de planeet Takodana. Tijdens hun avonturen wordt C-3PO herenigd met R2-D2, die wordt gereactiveerd na jarenlang uitgeschakeld te zijn geweest.

## Chronologische lijst van eigenaren
C-3PO heeft in zijn bestaan vele meesters gekend.
- Anakin Skywalker (schepper)
- Shmi Skywalker
- Cliegg Lars
- Padmé Amidala
- kapitein Raymus Antilles
- Jost Ellon
- Lott Kemp
- Vik & Nikki Idd
- Ambassadeur Zell van Majoor
- Zevel Hortine
- Thall Joben
- Doodnik
- Jann Tosh
- Mungo Baobab
- Gouverneur Wena van Kalarba
- Onbekende schroothandelaar
- Familie Pitareeze
- Kapitein Huba
- Nak Pitareeze en familie
- Harthan
- Zorneth
- Stigrit Krax
- Larka Nimondro
- Koning Gokus
- Van P. Quist
- Prins Jagoda
- Koninklijk huis van Alderaan
- Kapitein Raymus Antilles
- Owen Lars en Beru Lars
- Luke Skywalker
- Jabba de Hutt
- Leia Organa
- Remoh